# Жіночий чемпіонат Європи з футболу (U-19)
Жіночий чемпіонат Європи з футболу до 19 років — міжнародне футбольне змагання європейських національних команд країн, що входять до УЄФА. Проводиться з 1998 року. Перші чотири турніри проводили для команд у віці до 18 років. З самого початку турнір є щорічним.

## Формат фіналу
З 2002 проводиться фінальний турнір у двох групах, а далі в плей-оф виявляють переможця.

## Результати
| Рік         | Господар          | Переможець                            | Рахунок                               | Друге місце                           | Півфіналісти                          | Півфіналісти                          | Півфіналісти                          |
| ----------- | ----------------- | ------------------------------------- | ------------------------------------- | ------------------------------------- | ------------------------------------- | ------------------------------------- | ------------------------------------- |
| 1998 Деталі | Двоматчевий фінал | Данія                                 | 2–0 / 2–3                             | Франція                               | Німеччина та Швеція                   | Німеччина та Швеція                   | Німеччина та Швеція                   |
| Рік         | Господар          | Переможець                            | Рахунок                               | Друге місце                           | Третє місце                           | Рахунок                               | Четверте місце                        |
| 1999 Деталі | Швеція            | Швеція                                | Груповий турнір                       | Німеччина                             | Італія                                | Груповий турнір                       | Норвегія                              |
| 2000 Деталі | Франція           | Німеччина                             | 4–2                                   | Іспанія                               | Швеція                                | Груповий турнір                       | Франція                               |
| 2001 Деталі | Норвегія          | Німеччина                             | 3–2                                   | Норвегія                              | Данія                                 | 1–0                                   | Іспанія                               |
| Рік         | Господар          | Переможець                            | Рахунок                               | Друге місце                           | Півфіналісти                          | Півфіналісти                          | Півфіналісти                          |
| 2002 Деталі | Швеція            | Німеччина                             | 3–1                                   | Франція                               | Данія та Англія                       | Данія та Англія                       | Данія та Англія                       |
| 2003 Деталі | Німеччина         | Франція                               | 2–0                                   | Норвегія                              | Англія та Швеція                      | Англія та Швеція                      | Англія та Швеція                      |
| 2004 Деталі | Фінляндія         | Іспанія                               | 2–1                                   | Німеччина                             | Італія та Росія                       | Італія та Росія                       | Італія та Росія                       |
| 2005 Деталі | Угорщина          | Росія                                 | 2–2 6–5 (пен.)                        | Франція                               | Фінляндія та Німеччина                | Фінляндія та Німеччина                | Фінляндія та Німеччина                |
| 2006 Деталі | Швейцарія         | Німеччина                             | 3–0                                   | Франція                               | Данія та Росія                        | Данія та Росія                        | Данія та Росія                        |
| 2007 Деталі | Ісландія          | Німеччина                             | 2–0 дч                                | Англія                                | Франція та Норвегія                   | Франція та Норвегія                   | Франція та Норвегія                   |
| 2008 Деталі | Франція           | Італія                                | 1–0                                   | Норвегія                              | Німеччина та Швеція                   | Німеччина та Швеція                   | Німеччина та Швеція                   |
| 2009 Деталі | Білорусь          | Англія                                | 2–0                                   | Швеція                                | Франція та Швейцарія                  | Франція та Швейцарія                  | Франція та Швейцарія                  |
| 2010 Деталі | Македонія         | Франція                               | 2–1                                   | Англія                                | Німеччина та Нідерланди               | Німеччина та Нідерланди               | Німеччина та Нідерланди               |
| 2011 Деталі | Італія            | Німеччина                             | 8–1                                   | Норвегія                              | Італія та Швейцарія                   | Італія та Швейцарія                   | Італія та Швейцарія                   |
| 2012 Деталі | Туреччина         | Швеція                                | 1–0 дч                                | Іспанія                               | Данія та Португалія                   | Данія та Португалія                   | Данія та Португалія                   |
| 2013 Деталі | Уельс             | Франція                               | 2–0 дч                                | Англія                                | Фінляндія та Німеччина                | Фінляндія та Німеччина                | Фінляндія та Німеччина                |
| 2014 Деталі | Норвегія          | Нідерланди                            | 1–0                                   | Іспанія                               | Ірландія та Норвегія                  | Ірландія та Норвегія                  | Ірландія та Норвегія                  |
| 2015 Деталі | Ізраїль           | Швеція                                | 3–1                                   | Іспанія                               | Франція та Німеччина                  | Франція та Німеччина                  | Франція та Німеччина                  |
| 2016 Деталі | Словаччина        | Франція                               | 2–1                                   | Іспанія                               | Нідерланди та Швейцарія               | Нідерланди та Швейцарія               | Нідерланди та Швейцарія               |
| 2017 Деталі | Північна Ірландія | Іспанія                               | 3–2                                   | Франція                               | Нідерланди та Німеччина               | Нідерланди та Німеччина               | Нідерланди та Німеччина               |
| 2018 Деталі | Швейцарія         | Іспанія                               | 1–0                                   | Німеччина                             | Норвегія та Данія                     | Норвегія та Данія                     | Норвегія та Данія                     |
| 2019 Деталі | Шотландія         | Франція                               | 2–1                                   | Німеччина                             | Нідерланди та Іспанія                 | Нідерланди та Іспанія                 | Нідерланди та Іспанія                 |
| 2020 Деталі | Грузія            | Не проводився через пандемію Covid-19 | Не проводився через пандемію Covid-19 | Не проводився через пандемію Covid-19 | Не проводився через пандемію Covid-19 | Не проводився через пандемію Covid-19 | Не проводився через пандемію Covid-19 |
| 2021 Деталі | Білорусь          | Не проводився через пандемію Covid-19 | Не проводився через пандемію Covid-19 | Не проводився через пандемію Covid-19 | Не проводився через пандемію Covid-19 | Не проводився через пандемію Covid-19 | Не проводився через пандемію Covid-19 |
| 2022 Деталі | Чехія             | Іспанія                               | 2–1                                   | Норвегія                              | Франція та Швеція                     | Франція та Швеція                     | Франція та Швеція                     |
| 2023 Деталі | Бельгія           | Іспанія                               | 0–0 3–2 (пен.)                        | Німеччина                             | Франція та Нідерланди                 | Франція та Нідерланди                 | Франція та Нідерланди                 |
| 2024 Деталі | Литва             | Іспанія                               | 2–1 дч                                | Нідерланди                            | Англія та Франція                     | Англія та Франція                     | Англія та Франція                     |
| 2025 Деталі | Польща            |                                       |                                       |                                       |                                       |                                       |                                       |

## Досягнення збірних
| Збірна     | Чемпіон                                | Фіналіст                         |
| ---------- | -------------------------------------- | -------------------------------- |
| Німеччина  | 6 (2000, 2001, 2002, 2006, 2007, 2011) | 5 (1999, 2004, 2018, 2019, 2023) |
| Іспанія    | 6 (2004, 2017, 2018, 2022, 2023, 2024) | 5 (2000, 2012, 2014, 2015, 2016) |
| Франція    | 5 (2003, 2010, 2013, 2016, 2019)       | 5 (1998, 2002, 2005, 2006, 2017) |
| Швеція     | 3 (1999, 2012, 2015)                   | 1 (2009)                         |
| Англія     | 1 (2009)                               | 3 (2007, 2010, 2013)             |
| Нідерланди | 1 (2014)                               | 1 (2024)                         |
| Данія      | 1 (1998)                               | –                                |
| Італія     | 1 (2008)                               | –                                |
| Росія      | 1 (2005)                               | –                                |
| Норвегія   | –                                      | 5 (2001, 2003, 2008, 2011, 2022) |